# هولدن
هولدن (به انگلیسی: Holden) شرکت خودروسازی استرالیایی بود، که دفتر مرکزی و کارخانجات صنعتی آن در ملبورن، ویکتوریا قرار داشت. این شرکت در سال ۱۸۵۶ با قصد تجارت زین تأسیس شد و در طول دهه‌های بعدی، فعالیت در صنعت خودروسازی را آغاز کرد و در سال ۱۹۳۱ توسط شرکت آمریکایی جنرال موتورز خریداری شد.
شرکت هولدن پس از مدتی نماینده جنرال موتورز در استرالیا شد و از طرفی مالک فرعی شرکت جی‌ام دوو در کره جنوبی به‌شمار می‌آمد. در طول سال‌ها، هولدن اقدام به ساخت و عرضهٔ خودروهای مختلفی در بازار خودروی استرالیا و نیوزیلند نمود و از طرفی مدل‌های شرکت جنرال موتورز را وارد می‌کرد. هولدن درپی همکاری با شرکت‌های شورولت، نیسان، سوزوکی، تویوتا و واکسول، تولیدات مشترکی داشته‌است.
در ۲۰ اکتبر ۲۰۱۷، این شرکت با تعطیل کردن خط تولید خود در الیزابت به تولید خودرو در استرالیا پایان داد. هولدن در حد فاصل سال‌های ۲۰۱۸ تا ۲۰۲۰ اقدام به عرضه خودروهای بازنشانی شده‌ای که توسط زیرمجموعه‌های جنرال موتورز در آمریکا، کانادا، آلمان، تایلند و کره جنوبی ساخته شده بودند کرد. در فوریه ۲۰۲۰، جنرال موتورز اعلام کرد که برند هولدن تا سال ۲۰۲۱ کنار گذاشته خواهد شد. پس از تعطیلی برند هولدن، جنرال موتورز اعلام کرد که دیگر هیچ خودروی فرمان راستی نخواهد ساخت و بازارهای استرالیا و نیوزلند را ترک کرد.